# Бартощяк, Яцек
Яцек Бартош Барто́сяк (пол. Jacek Bartosz Bartosiak, род. 10 декабря 1976, Варшава) — польский юрист, адвокат, специализирующийся в области корпоративного, делового и финансового права и известный эксперт по геополитике и стратегии; в 2018—2019 годах — генеральный директор транспортного узла «Солидарность» и советник полномочного представителя правительства в транспортном узле «Солидарность» (2017—2018 гг); основатель и владелец Strategy&Future.

## Деятельность
Генеральный директор Strategy&Future, автор бестселлеров, в том числе «Pacyfik i Eurazja. O Wojnie» («Тихоокеанский регион и Евразия. О Войне», 2016), в котором основное внимание уделяется продолжающейся конкуренции великих держав в Евразии и возможной войне в западной части Тихого океана, а также «Rzeczpospolita między Lądem a Morzem. O wojnie i pokoju» («Речь Посполитая между cушей и морем. О войне и мире» 2018), в котором рассматривается геостратегическая реальность, с которой Польша и Европа сталкиваются в эпоху соперничества великих держав, и углубленно изучается центрально-восточно-европейский театр военных действий и современном военном искусстве, включая Революцию в военных делах. Оба его произведения являются бестселлерами в Польше и в настоящее время ожидают публикации на английском, немецком и других языках.
Является старшим научным сотрудником Фонда Потомак (Potomac Foundation) в округе Колумбия, директором программы Wargaming&Simulation в Фонде Казимира Пулавского, соучредителем Play of Battle — варгейм студия, занимающаяся концептуальной подготовкой и дизайном реалистичных военных игр и стратегических симуляторов современного поля боя, а также инструмент для геополитического анализа предстоящих событий. Яцек Бартосяк также является сотрудником Nowa Konfederacja и Центра военных действий нового поколения в Вашингтоне .
Окончил факультет права и администрации Варшавского университета и является управляющим партнером адвокатского бюро в Варшаве (2004—2020). Был рупором в дебатах о стратегическом положении в Центральной и Восточной Европе, Западной части Тихого океана и Евразии, факторах, влияющих на геополитические реалии, и принимал участие в многочисленных конференциях и выступлениях в Польше и за рубежом. Занимается вопросами противостояния великих держав в Евразии с особым акцентом на европейское «Междуморье» и российские имперские амбиции. Участвует в геополитическом прогнозировании на континентальном массиве Евразии, принимая во внимание современное военное искусство и оперативные концепции.
В 2017—2018 годах был членом Консультативной группы при правительственном уполномоченном по Центральному порту коммуникации (ЦКП). 19 августа 2018 года назначен Председателем Правления ЦКП. 19 февраля 2019 года по собственной инициативе сложил свои полномочия.
Ведет канал на YouTube, где публикует свои лекции по геополитике и геостратегии и интервью с экспертами.

## Критика
Бартосяк иногда описывается как интересный и блестящий писатель, который обогащает польские дебаты. Его работа встречает также критику научного сообщества. Его обвиняют в том, что он выбрал факты в своей журналистике, чтобы представить свое мировоззрение, а не пытаться узнать правду с научной точки зрения.
Д-р Бартосяк столкнулся с этими утверждениями в дебатах с д-ром Любиной 11.10.2019 в дискуссионном салоне «Ренессанс геополитики» в Варшавской Świetlicy Wolności, во время которых доктор Любина не смог защитить свои тезисы.
Бартосяка также обвиняют во внутреннем противоречии некоторых аргументов и географическом детерминизме, которые рассматриваются как «камень философский», объясняющий международную политику. В своих размышлениях Бартосяк якобы упускает из виду существование Европейского Союза. В журналистике Бартосяк некритически принимает традиционные дарвинистские геополитические концепции девятнадцатого века (Хэлфорд Макиндер, Альфред Махан, Рудольф Челлен), за исключением их последующего подрыва в науке о международных отношениях и того факта, что большинство этих идей были призваны оправдать империалистическая политика держав того времени(Фридрих Ратцель, Карл Хаусхофер).

## Книги
- Бартосяк Яцек. Прошлое — это пролог. — Fronda, 2019. — 608 с. — ISBN 978-83-66177-43-7. Архивировано 6 мая 2020 года.
- Бартосяк Яцек. Речь Посполитая между сушей и морем. О войне и мире. — Zona Zero, 2018. — 848 с. — ISBN 978-83-950-1936-4. Архивировано 6 мая 2020 года.
- Бартосяк Яцек. Тихоокеанский регион и Евразия. О Войне. — Asian Century, 2016. — 623 с. — ISBN 978-83-945749-0-1. Архивировано 6 мая 2020 года.